# Ingmārs Čaklais
Ingmārs Čaklais (ur. 27 kwietnia 1971 w Rydze) – łotewski reżyser, działacz kulturalny i polityczny, przewodniczący Towarzystwa Łotewskiego w Rydze, W latach 2010–2013 poseł na Sejm.

## Życiorys
Po ukończeniu szkoły średniej w Rydze kształcił się w Instytucie Reżyserii Wydziału Teatru i Pracy Kulturalno-Oświatowej Łotewskiej Akademii Muzycznej (Latvijas Mūzikas akadēmija, JVLMA), następnie zaś odbył studia magistranckie w Katedrze Pedagogiki i Psychologii Uniwersytetu Łotewskiego oraz prawnicze (bakalarskie i magisterskie) w Międzynarodowej Akademii Bałtyjskiej w Rydze (Baltijas Starptautiskā Akadēmija, BSA).
Na początku lat 90. pracował w Telewizji Łotewskiej (LTV), Liceach Francuskim i Angielskim w Rydze, Teatrach „Tunelis” i „Traģiskais Bariņš"(jako dyrektor). Od 1994 był producentem i reżyserem w Małym Teatrze („Mazais Teātris”) w Rydze. W latach 1999–2003 pełnił funkcję dyrektora Łotewskiej Agencji Dramaturgii, następnie zaś pracował jako dyrektor artystyczny, reżyser i producent w stołecznym Teatrze Komedii („Komēdijas Teātris”; 2001–2003). Prowadził program „Personas kods” w Telewizji Łotewskiej (2002–2003). W 2009 został producentem i reżyserem „Mārupes Teātris”.
Zajmował się także sprawami odlełymi od sztuki teatralnej: od 1996 do 2003 był konsultantem technicznym w łotewskim przedstawicielstwie spółki farmaceutycznej „Beaufour Ipsen International”, pracował także jako kierownik biura przysięgłego notariusza Dace Čakli oraz w prywatnej firmie konsultacyjnej ds. prawnych, rozwoju społecznego i turystyki (2003–2010). Od 2004 do 2010 kierował Wydziałem Społecznym Urzędu Miejskiego w Jurmale.
W lutym 2010 został przewodniczącym Towarzystwa Łotewskiego w Rydze (Rīgas Latviešu biedrība). W tym samym roku wstąpił do Związku Obywatelskiego. W wyborach w 2010 uzyskał mandat poselski z listy „Jedności”. Został wiceprzewodniczącym Komisji Petycji, przewodniczącym podkomisji ds. prawa obywatelskiego oraz szefem łotewsko–litewskiej grupy międzyparlamentarnej. 3 listopada 2011 objął tzw. mandat czasowy posła na Sejm XI kadencji. W sierpniu 2013 zrezygnował z zasiadania w Sejmie.
Żonaty, ma córkę i trzech synów. Jest członkiem Łotewskiej Gildii Dramaturgów oraz Łotewskiego Związku Pracowników Teatralnych.